# David Marteen
David Marteen (fl. 1651-1672) fue un corsario y pirata holandés conocido por unirse a las incursiones del corsario Henry Morgan contra los bastiones españoles en lo que hoy es México y Nicaragua. También es el tema de una popular leyenda del tesoro enterrado.

## Biografía
Marteen había estado activo en el Caribe desde 1651, pero no fue hasta 1663 que había aceptado una patente de corso del parte del gobernador de Jamaica, Thomas Hickman-Windsor, para navegar contra los españoles. En su bricbarca Charity se unió al corsario Christopher Myngs para las incursiones sobre Campeche, ignorando el cese de hostilidades entre Inglaterra y España.
Aunque las incursiones contra los españoles estaban prohibidas por la ley británica, acordó en 1664 unirse a la expedición de Henry Morgan y zarpar de la ciudad de Port Royal junto con el pirata John Morris y los capitanes Thomas Freeman y Jacob Fackman (o Jackman) bajo nuevas patentes de corso el sucesor de Thomas H., el Gobernador Thomas Modyford .
Después de llegar al río Grijalva, Marteen y los demás condujeron a sus hombres 50 millas por tierra y saquearon con éxito Tabasco y Villa Hermosa en una incursión sorpresa. Al regresar a la costa, descubrieron que una patrulla española había capturado sus barcos; después de una breve batalla, lograron retomar sus dos barcas. Asaltaron la península de Yucatán, atravesaron Honduras y llegaron a Nicaragua, donde saquearon Granada. Jackman y los demás regresaron a Jamaica y llegaron a Port Royal a fines de 1665.
Marteen, sin embargo, no regresó. La Guerra Angloneerlandesa estaba en marcha y, como el único comandante holandés en la expedición, Marteen temía que lo encarcelaran si se quedaba en Port Royal. Después de una breve visita, navegó a la isla Tortuga a través de Guadalupe francesa y proporcionó a los funcionarios franceses información sobre las defensas españolas. Es posible que se haya unido a su compatriota holandés Edward Mansvelt para asaltar Costa Rica, y en 1666 nuevamente sirvió a las órdenes de Modyford como corsario. Modyford escribió, “últimamente David Marteen, el padrino de Tortuga, que tiene dos fragatas en el mar, había prometido traer ambas”.
Después de 1668, pudo haberse unido brevemente a Robert Searle para asaltar St. Augustine, aunque la organización benéfica estaba ocupada acarreando madera de Campeche . El sucesor de Modyford, Thomas Lynch, escribió en 1671 que "solo hay tres corsarios, un capitán Diego el Mulato, y Yhallahs y Martin". Al año siguiente, el Charity fue capturada por John Morris y William Beeston, pero en ese momento Francis Witherborn estaba al mando: Charity había sido "anteriormente el buque de guerra del capitán David Martyn". Todavía se registró que Marteen vivía en Port Royal a partir de 1672.

## Tesoro enterrado
Las leyendas locales en Connecticut sostienen que Marteen navegó por el río Farmington cerca de Salmon Brook en 1655 y estableció un pequeño campamento. Cuando los lugareños lo abordaron, él y sus bucaneros zarparon después de enterrar una enorme cantidad de tesoros que habían saqueado en el Caribe del galeón español capturado Neptuno . Otras versiones de la leyenda afirman que los corsarios de Marteen establecieron un pequeño asentamiento que fue aniquilado durante la Guerra del Rey Felipe en 1676. Los cazadores de tesoros del siglo XX afirmaron haber encontrado piedras talladas utilizadas por la tripulación de Marteen para marcar el lugar del entierro, pero el tesoro en sí, si es real, no ha sido localizado.